# 여주 처리 선돌
여주 처리 선돌(驪州 處里 선돌)은 경기도 여주시 점동면 처리에 있는 선돌이다. 1992년 12월 31일 경기도의 기념물 제133호 여주군 처리선돌로 지정되었다가, 2018년 5월 9일 여주 처리 선돌로 문화재 명칭이 변경되었다.

## 개요
입석은 선돌이라고 부르는데, 고인돌과 함께 우리나라 선사시대 중에서도 청동기시대에 살았던 사람들의 생활상을 살펴볼 수 있는 유물이다. 일반적으로 땅 위에 한 개 또는 몇 개의 큰 돌기둥을 세운 형태를 하고 있는데, 당시 종족간의 경계 표시 또는 신앙의 대상이 되는 기념비의 성격을 지니고 있다.
경기도 여주군 점동면 처리의 선돌은 야트막한 구릉지대에 있으며, 이곳에서는 정미천의 물줄기와 농경지가 한눈에 바라다 보인다. 현재 이 선돌은 도봉콘크리트주식회사 안에 있으며, 높이는 2.1m, 너비는 1.55m이다.
선돌 앞에는 넓적한 돌이 하나 놓여 있는데, 이것은 선돌을 모시기 위한 제단(祭壇)으로 이용되었을 가능성이 있다.

## 참고 자료
- 여주 처리 선돌 - 국가유산청 국가유산포털